# Кентарлау
Кентарла́у (каз. Қеңтарлау) — село у складі Жарминського району Абайської області Казахстану. Входить до складу Каратобинського сільського округу.
Населення — 282 особи (2021; 381 у 2009, 580 у 1999, 659 у 1989).
Національний склад станом на 1989 рік:
- казахи — 100 %

До 1993 року село називалося Ніколаєвка.